# هوهانس باکلاواجیان
هوهانس گغامی باکلاواجیان (ارمنی: Հովհաննես Գեղամի Բակլավաջյան؛ زادهٔ ۱۸ اوت ۱۹۲۲ - درگذشته ۹ ژوئیهٔ ۲۰۰۱) یک فیزیولوژیست، استاد و آکادمیسین اهل ارمنستان بود.

## زندگی‌نامه
در ۱۸ اوت ۱۹۲۲ در بورسا به دنیا آمد و از دانشگاه پزشکی دولتی ایروان (۱۹۵۱) فارغ‌التحصیل شد. وی عضو فرهنگستان ملی علوم ارمنستان بود. وی همچنین برنده نشان برجسته افتخار، نشان آزادی خلق و جایزه لوون اوربلی (۱۹۸۹) شده است. وی در ۹ ژوئیهٔ ۲۰۰۱ در سن ۷۸ سالگی در ایروان درگذشت.

## یادداشت
1. ↑  բժշկական գիտությունների դոկտոր
2. ↑  Լևոն Օրբելու անվան մրցանակ
3. ↑  Ժողովուրդների ազատության շքանշան